# آشیپو

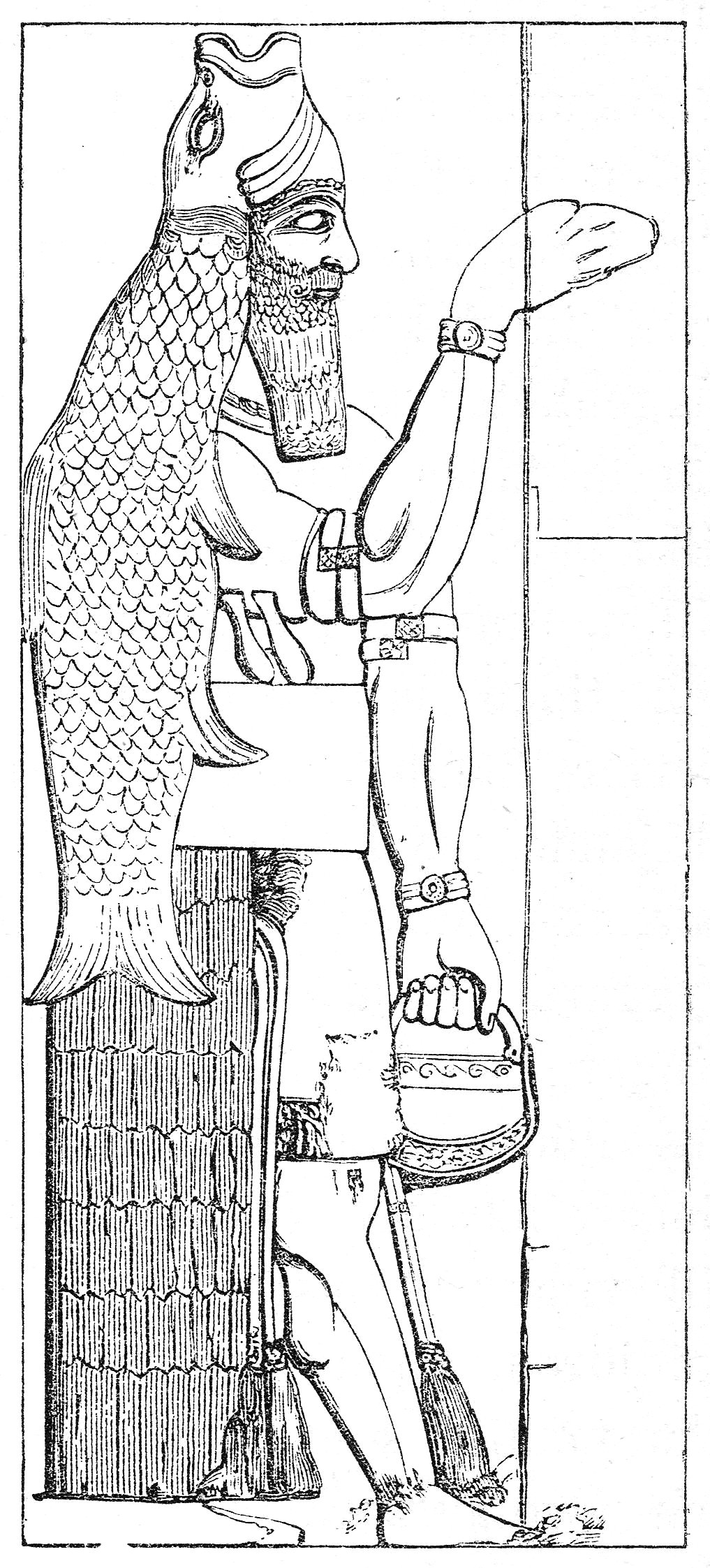
نقش برجسته سنگی یادبود یک پیکر ماهی پوش از معبد نینورتا در شهر آشوری نمرود، که به عقیده برخی کارشناسان، نمادی از آشیپو، یا کشیش جن‌گیر است، که به عنوان نوعی درمانگر و پزشک بدوی عمل می‌کرد

آشیپو (همچنین āšipu یا mašmaššu) در میانرودان باستان به عنوان کشیش عمل می‌کرد. آنها دانشمندان و متخصصان تشخیص و درمان در دره دجله - فرات در میانرودان (عراق امروزی) در حدود ۳۲۰۰ پیش از میلاد بودند.

## واژه‌شناسی
متون آیینی و افسون سومری و اکدی با یک حرفه خاص مرتبط بودند، متخصصی که در اکدی آشیپو یا مشمشو نامیده می‌شود، به عنوان «جن گیر» ترجمه می‌شود. نوشته‌های خط میخی، افسانه‌های عملی آنها را تشکیل می‌داد و آشیپوتو را به عنوان «افسانه جن‌گیر» یا، به سادگی، «جادو» ترجمه می‌کرد. شومر توضیح می‌دهد که خود سنت بابلی «این مجموعه از متون را دارای قدمت زیادی می‌دانست که در نهایت توسط خود انکی، خدای خرد و جن‌گیری نوشته شده‌است».

## تجربه و تخصص
برخی آشیپو را به عنوان متخصص در جادوی سفید توصیف کرده‌اند. در آن زمان، ایده‌های علم، دین و جادوگری بسیار در هم تنیده شدند و پایه‌ای از آشیپوتو را تشکیل دادند، عملی که توسط آشیپو برای مبارزه با جادوگری و برای شفای بیماری‌ها استفاده می‌شد. آشیپو نشانه‌ها و نشانه‌ها را مطالعه کرد تا پیش‌بینی آینده یک سوژه را فرموله کند و سپس در تلاش برای تغییر سرنوشت نامطلوب، آیین‌های آپوتروپایی را انجام داد.

## نقش‌ها و وظایف
آشیپو معالجه پزشکی را به دربار آشور هدایت کرد، جایی که آنها سیر بیماری را از روی علائم مشاهده شده بر روی بدن بیمار پیش‌بینی کردند و افسون‌ها و جادوهای دیگر و همچنین درمان‌هایی را که در تشخیص مشخص می‌شد ارائه کردند.
آشیپو از خانه‌های افراد بیمار بازدید می‌کرد و وظیفه پیش‌بینی آینده بیمار (مثلاً او زنده می‌شود یا می‌میرد) و همچنین تکمیل جزئیات علائمی که بیماران ممکن است نادیده گرفته شده یا از قلم انداخته باشند، به آنها سپرده می‌شد. هدف از این دیدار شناسایی فرستنده الهی بیماری بر اساس علائم یک بیماری خاص بود.
آشیپو همچنین به عنوان مشاور در تصمیم‌گیری‌های مخاطره آمیز، نامطمئن و دشوار عمل می‌کرد. آشیپوتو برای آن دوره از تاریخ غیرمعمول بود زیرا آشیپو ادعای پیش‌بینی آینده را نداشت، اما به‌طور منطقی به ساخت مشاوره از طریق یک فرایند تکرارپذیر و ثابت برای شناسایی ابعاد مهم مشکل، در نظر گرفتن گزینه‌ها و جمع‌آوری داده‌ها نزدیک شد.